# Жонсьник (гміна)
Гміна Жонсьник (пол. Gmina Rząśnik) — сільська гміна у центральній Польщі. Належить до Вишковського повіту Мазовецького воєводства.
Станом на 31 грудня 2011 у гміні проживало 6952 особи.

## Площа
Згідно з даними за 2007 рік площа гміни становила 167.42 км², у тому числі:
- орні землі: 57.00%
- ліси: 37.00%

Таким чином, площа гміни становить 19.10% площі повіту.

## Населення
Станом на 31 грудня 2011:
| Опис     | Загалом | Загалом | Чоловіки | Чоловіки | Жінки | Жінки |
| -------- | ------- | ------- | -------- | -------- | ----- | ----- |
| одиниця  | осіб    | %       | осіб     | %        | осіб  | %     |
| все      | 6952    | 100     | 3536     | 50.86    | 3416  | 49.14 |
| міське   | 0       | 100     | 0        |          | 0     |       |
| сільське | 6952    | 100     | 3536     | 50.86    | 3416  | 49.14 |

## Сусідні гміни
Гміна Жонсьник межує з такими гмінами: Браньщик, Вишкув, Длуґосьодло, Жевне, Затори, Обрите, Сомянка.